# Bījā

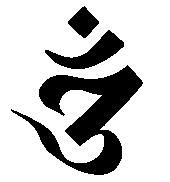
Om bija en el budismo vasraiana (budismo esotérico).

En el hinduismo y el budismo, el término sánscrito bīja (literalmente ‘semilla’), se usa como una metáfora del origen o la causa de las cosas y está asociado con el bindu.
- बीज
- japonés 種子 [shuji]
- chino 种子 [zhǒng zǐ]

## Doctrina budista de las semillas kármicas
Varias escuelas de pensamiento budista sostuvieron que los efectos kármicos surgieron de semillas que estaban latentes en el flujo mental de un individuo.
Rupert Gethin describe la doctrina así:

Cuando realizo una acción motivada por la codicia, planta una «semilla» en la serie de dharmas [fenómenos] que es mi mente. Tal semilla no es una cosa en sí misma, un dharma, sino simplemente la modificación o «perfumación» del flujo subsiguiente de dharmas consecuente con la acción. Con el tiempo, esta modificación madura y presenta un resultado particular, de la misma manera que una semilla no produce su fruto inmediatamente, sino solo después de las «modificaciones» del brote, el tallo, la hoja y la flor.

La escuela sautrántika sostenía tal creencia como lo hicieron los maja-sámghikas y los primeros maja-sisakas.
El texto Sautrantika-sthavira-srilata tenía una concepción del «elemento subsidiario» (anudhatu o * purvanudhatu ) que también corresponde a esta doctrina de las semillas.
La doctrina de la semilla fue defendida por el religioso budista Vasubandhu en su Abhi-dharma-kosha, quien menciona que esa es la visión de los «viejos maestros» (purva-acharia). 
La doctrina está presente en el Viniscayasamgrahani del Yogacarabhumi.
En el Bashyam, Vasubandhu conecta la doctrina de las semillas del Sautrantika con la noción de las impurezas latentes o anusaya:
{{cita|Los sautrantikas definen anusayas como kleshas en el estado de las semillas y dicen que no son dravyas (sustancias) separadas. Los anusayas están inactivos, es decir, no actualizados, mientras que las paryavasthanas (impurezas activas) están despiertas.

{{cita|Del mismo modo, el Niaia-anusara de Sanghabhadra afirma que la doctrina tenía diferentes términos para referirse a "semillas": 

Hay ciertos maestros que dan diferentes nombres a estas semillas, cada uno según su propio entendimiento. Algunos los llaman elementos subsidiarios (anudhatu), otros los llaman impresiones (vasana); aún otros los llaman capacidad (samarthya), no desaparición (avipranasa) o acumulación (upacaya).

La doctrina se extiende considerablemente en las enseñanzas de solo mente de la escuela de budismo Yogacara. Según esta doctrina, todas las experiencias y acciones producen bīja como impresiones, almacenadas en la conciencia alaya (almacén). El mundo externo se produce cuando las semillas "perfuman" esta conciencia.

## En tantra (hinduismo y budismo)
En el budismo e hinduismo Vajrayana, el término bīja se usa para las "sílabas semilla" místicas contenidas en los mantras. Estas semillas no tienen significados precisos, pero se cree que tienen conexiones con los principios espirituales. La sílaba bīja más conocida es Om, que se encuentra por primera vez en las escrituras hindúes llamadas Upanishads.
Khanna (2003: p.   21) vincula mantras y yantras a formas de pensamiento: 

Los mantras, las sílabas sánscritas inscritas en los yantras, son esencialmente 'formas de pensamiento' que representan divinidades o poderes cósmicos, que ejercen su influencia por medio de vibraciones sonoras.

 En algunas tradiciones tántricas, la Bija de la ' Varnamala ' (sánscrito; inglés: "guirnalda de letras"; que puede traducirse como alfabeto) se entiende como representaciones anicónicas y encarnaciones sonoras de las matrikas (un grupo de diosas).
En el budismo tibetano, las sílabas semilla correspondientes a los «tres vashras» son:
- un oṃ (cuerpo iluminado) de color blanco,
- un āḥ (habla iluminada) rojo, y
- un hūṃ (mente iluminada) azul.[7]

Las bijas son a menudo el vehículo de transmisión esotérica de terma a un ' tertön ' (tibetano; en español: "revelador de terma"), como el experimentado por Dudjom Lingpa.

## Mantención del ciclo cósmico (hinduismo)
Dentro de la cosmología hinduista, el término Bija se utiliza en el concepto de Bīja Samskāra que hace referencia a Las semillas del karma en la cosmología hindú.
Así, la unión del término Bīja (semilla) y Samskāra (impresiones kármicas latentes) se refiere a las huellas sutiles que persisten tras la disolución del universo (pralaya) que actúan como impulso para generar el próximo Kalpa (ciclo cósmico).

## Correlación intercultural
Guruwari de los pueblos indígenas australianos es un correlación intercultural interesante y puede ser afín. Notar también gankyil de la tradición Vajrayana que está relacionada con bindu. En el respetado trabajo de campo publicado en Aboriginal Men of High Degree, AP Elkin cita lo que, en su opinión profesional, es evidencia de que los comerciantes de Indonesia llevaron un fugaz contacto del budismo y el hinduismo a áreas cercanas a la actual Dampier (Australia occidental).
Las tradiciones de Mantrayana también fueron evidentes en Indonesia, por ejemplo Candi Sukuh. Y es en las tradiciones Vajrayana y Mantrayana de transmisión esotérica donde la bija tiene mayor importancia. De hecho, bija define Mantrayana. Elkin interpretó un vínculo entre la cultura indígena australiana y las ideas budistas como la reencarnación. Sostiene que este vínculo podría haberse traído a través del contacto con los comerciantes de Macassan. También se especuló, debido a informes de reliquias chinas que aparecieron en el norte de Australia, que datan del siglo XV, aunque pudo haber sido traído mucho más tarde a través del comercio en lugar de una exploración anterior. Elkin citó las similitudes lingüísticas de ciertas palabras indígenas y artículos léxicos del extremo norte de Australia y las antiguas lenguas dravidianas del sur de la India. También hay analogías documentados y marcadas similitudes en sus sistemas de parentesco.